# La marquise des ombres
La marquise des ombres è un film televisivo francese del 2010, diretto da Édouard Niermans e tratto dal romanzo omonimo di Catherine Hermary-Vieille.

## Trama
Il film racconta la storia di Marie-Madeleine d'Aubray, divenuta marchesa di Brinvilliers e giustiziata il 17 luglio 1676 per avvelenamento. Manipolata dal suo misterioso amante, il cavaliere Godin de Sainte-Croix, e a causa delle conseguenze di un'infanzia dolorosa, la donna non esita ad avvelenare suo padre ed i suoi due fratelli per mettere le mani sulla loro eredità.